# Gevlekte winterkoning
De gevlekte winterkoning (Campylorhynchus gularis) is een zangvogel uit de familie Troglodytidae (winterkoningen).

## Verspreiding en leefgebied
Deze soort is endemisch in westelijk en centraal Mexico.